# Abir Ben Ismaïl
Abir Ben Ismaïl, née le 17 mars 1994, est une kayakiste tunisienne.

## Carrière
Aux championnats d'Afrique de course en ligne de canoë-kayak 2013 à Tunis, Abir Ben Ismaïl est médaillée d'or du K1 500 mètres, du K2 200 mètres et du K2 500 mètres.
Elle remporte aux Jeux méditerranéens de plage de 2015 à Pescara la médaille de bronze en canoë de mer sur dix kilomètres.
Aux championnats d'Afrique 2016 en Afrique du Sud, elle obtient trois médailles d'argent, en K-1 5 000 mètres, en K-2 200 mètres, et en K-2 500 mètres avec Afef Ben Ismaïl,.